# Strasburgeria robusta
Strasburgeria robusta – gatunek z monotypowego rodzaju Strasburgeria Baillon, Adansonia 11: 372. 1876 należącego do rodziny Strasburgeriaceae. Jest to zimozielone drzewo występujące w górskich lasach na Nowej Kaledonii, w południowej części wyspy, na wysokości od 300 do 1200 m n.p.m. Rośnie wyłącznie na ultrazasadowych glebach w lasach z bukanami i araukariami. Wyróżnia się wyjątkowo dużą jak na przedstawiciela okrytonasiennych liczbą chromosomów wynoszącą 2n = 500, która uznawana jest za wynik adaptacji do specyficznego siedliska. Roślina jest kaledońskim reliktem flory Gondwany. Ślady kopalne roślin z rodzaju Strasburgeria stwierdzone zostały w Australii i na Nowej Zelandii. Nazwa rodzajowa i rodziny upamiętnia polskiego i niemieckiego botanika – Edwarda Strasburgera.

## Morfologia
PokrójNiewysokie drzewo osiągające 3 do 15 m wysokości.
LiścieSkrętoległe, skupione przy końcach pędów. Blaszka liściowa skórzasta, osiąga do 25 cm długości. Ma kształt jajowaty, z brzegiem falisto wcinanym oraz płytko i odlegle ząbkowanym, z ząbkami skierowanymi do przodu. U nasady zbiega w krótki, oskrzydlony ogonek liściowy. Na ogonkach wyrastają jajowate przylistki.
KwiatyOkazałe (do 5,5 cm), obupłciowe, promieniste. Wyrastają na szypułkach w kątach liści. Zaokrąglonych do jajowatych działek kielicha jest od 8 do 11 i wyrastają spiralnie. Są one skórzaste i wewnętrzne są większe od zewnętrznych. Żółtawych płatków korony jest zwykle 5 (rzadko 6). Pręcików jest 10, ustawionych w jednym okółku. Między nasady nitek pręcików wnikają łatki dysku znajdującego się u podstawy zalążni. Ta jest górna i powstaje zwykle z 5 (rzadko od 4 do 7) zrośniętych owocolistków. Tworzą one odpowiednią liczbę komór zawierających pojedyncze zalążki. Szczyt zalążni zwieńczony jest okazałą szyjką słupka. Znamię jest łatkowate.
OwoceDuże, drewniejące i niepękające. Zawierają twarde nasiona. Wsparte są trwałymi działkami kielicha.

## Systematyka
Gatunek został początkowo opisany naukowo jako Montrouziera robusta Vieill. ex Panch. & Seb. i prowizorycznie zaliczony do Guttiferae. Następnie Henri Ernest Baillon w 1876 wyodrębnił ten gatunek pod nazwą Strasburgeria calliantha do nowego rodzaju, przy czym miał kłopot z włączeniem go do jakiejkolwiek rodziny, wskazując wszakże na podobieństwa zwłaszcza do herbatowatych Theaceae, ale także skalnicowatych Saxifragaceae i sączyńcowatych Sapotaceae. W 1897 w systemie Englera rodzaj włączony został do ochnowatych Ochnaceae. Na początku XX wieku Philippe Van Tieghem, podkreślając wyraźną odrębność rodzaju, zaproponował wyłączenie go w rodzinę Strasburgeriaceae. W 1942
André Guillaumin połączył dwie pierwotne diagnozy gatunku proponując nazwę Strasburgeria robusta. W systemach APG rodzaj jako siostrzany dla Ixerba zaliczany jest wraz z tym drugim do rodziny Strasburgeriaceae, siostrzanej z kolei wobec Geissolomataceae w obrębie rzędu Crossosomatales.